# Subhumans (Wielka Brytania)
Subhumans – brytyjski zespół punk rockowy, który powstał w Trowbridge (hr. Wiltshire) w 1979. Jej założycielem był Dick Lucas, wcześniej członek kilku innych, lokalnych grup muzycznych m.in. The Mental i Stupid Humans.
W 1981 grupa wydała kasetę demo, która spodobała się muzykom Flux of Pink Indians. Zaproponowali oni zespołowi nagranie płyty w małej wytwórni Spiderleg, z którą Subhumans związali się do 1983, gdy zdecydowali się założyć swoje własne studio nagrań o nazwie Bluurg Records. 
Grupa działała z sukcesem aż do 1986, stając się kultowym zespołem anarcho-punkowym, którego brzmienie i styl było później powielane przez wiele innych zespołów. 
W 1986 grupa podzieliła się na dwa zespoły: Culture Shock i Citizen Fish, które istnieją do tej pory (2004). Mimo podziału, dawni członkowie Subhumans organizują czasem wspólne koncerty, które przyciągają ich dawnych fanów. 

Dyskografia brytyjskiej grupy Subhumans:
- 1981 Demolition War EP
- 1981 Reasons for Existence EP
- 1982 Religious Wars EP
- 1983 The Day the Country Died LP
- 1983 Evolution EP
- 1983 Time Flies But Aeroplanes Crash EP
- 1984 From the Cradle to the Grave LP
- 1984 Rats EP
- 1985 Worlds Apart LP
- 1985 EP-LP LP
- 1986 29-29 Split Vision LP
- 2000 Unfinished Business CD (nigdy nie opublikowane nagrania studyjne)
- 2004 Live in a Dive CD
- 2007 Internal Riot CD